# 手野のスギ

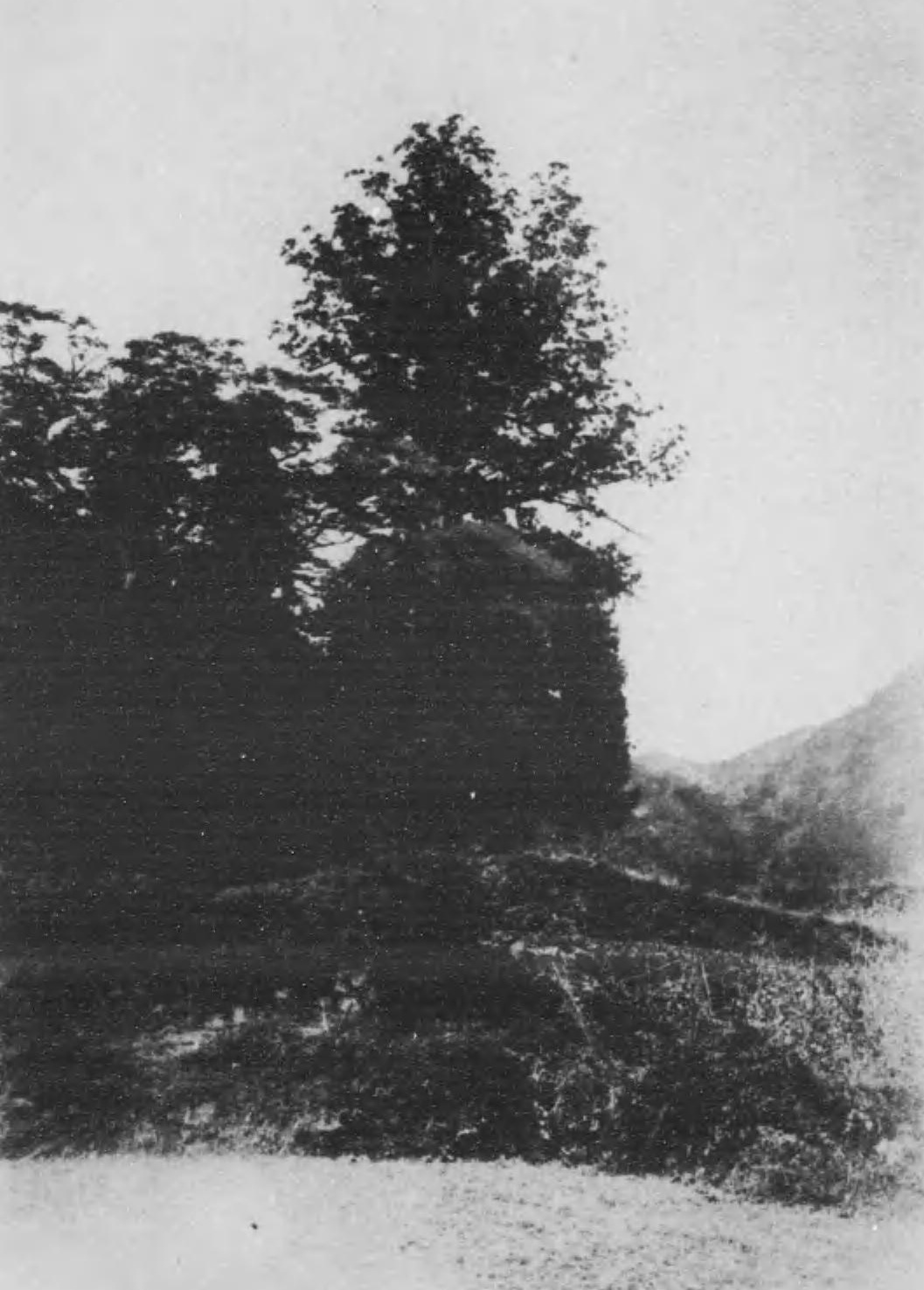
手野のスギの戦前の写真。

手野のスギ（てののスギ）は、熊本県阿蘇市一の宮町手野の国造神社境内に生育していたスギ（杉）の巨木である。国造神社の祭神である速瓶玉命（はやみかたまのみこと）手植えの木と伝えられ、推定の樹齢は1000年以上とも2000年ともされていた。1924年（大正13年）に国の天然記念物に指定されたが、1991年（平成3年）の台風被害で主幹が折損し、その後枯死が確認されたため2000年（平成12年）に天然記念物の指定を解除されている。	

## 由来

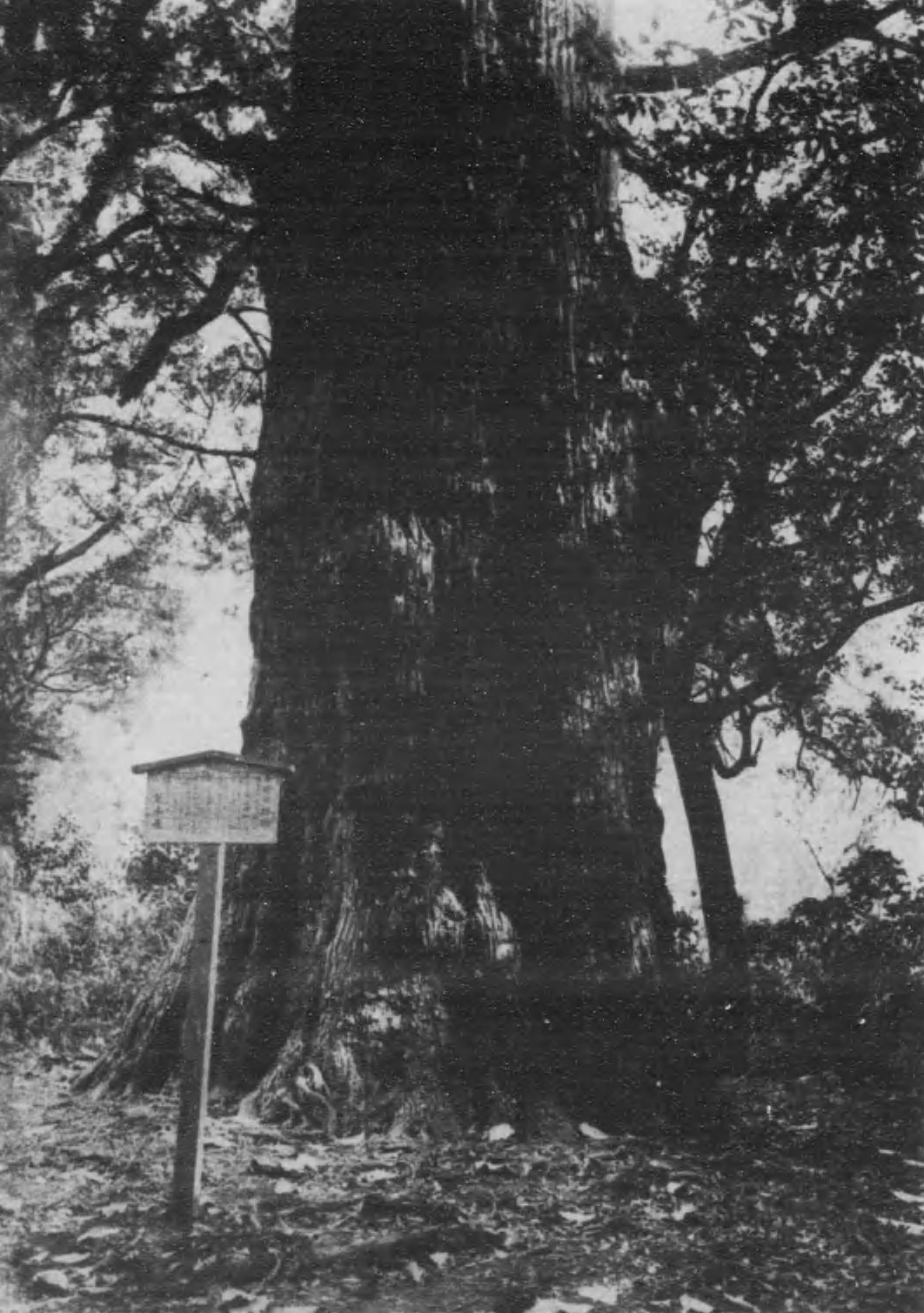
手野のスギの幹の下部。

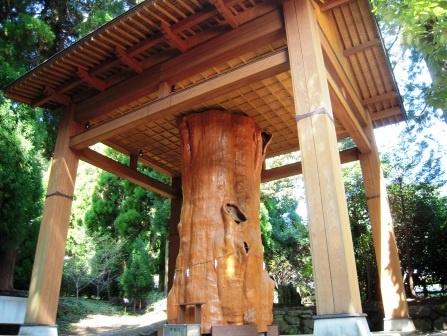
保存された手野のスギ

手野の集落は、阿蘇の外輪山東北の古城ヶ鼻（こじょうがはな）と象ヶ鼻（ぞうがはな）に挟まれた山のふもとにある。集落の一番奥に、国造神社が鎮座している。国造神社は、平安時代の延長5年（927年）にまとめられた『延喜式神名帳』に「肥後国四座」の1つとして記された熊本県内でも最も古い神社の1つである。
国造神社は阿蘇を開拓した健磐龍命の長子である速瓶玉命とその后雨宮媛命（あまみやひめのみこと）、そしてその子、高橋神（たかはしのかみ）と火宮神（ひみみやのかみ） の4柱を祭神として祀る。阿蘇神社から見て北方にあるため、「北宮」とも称され、現在の社殿は寛文13年（1673年）に肥後藩主細川綱利の命によって造営されたものである。祭神の速瓶玉命は、父の健磐龍命とともに阿蘇を開拓した神といわれる。「国造本紀」によれば、崇神天皇（第10代天皇）の時代に速瓶玉命は初代阿蘇国造に任命されたといい、国造神社の名は祭神のこの地位に由来する。
境内は広く、スギやヒノキなどの巨木が数多く見られる。境内広場の東の隅に、1本の直幹が屹立してそびえ立った状態でひときわ目立つ巨大なスギがあった。このスギが手野のスギで、1981年（昭和56年）刊行の『天然記念物事典』によると、高さは約47メートル、根元の周囲約14.40メートル、目通り幹囲約11メートルを測り、幹の南側約13.60メートルの高さのところにサクラの木が1本着生していた。
このスギは祭神の速瓶玉命手植えとの伝承があり、推定の樹齢は1000年とも2000年ともいわれていた。かつて国造神社の境内には、陰陽2株のスギとも男スギ女スギとも呼ばれる2本のスギが生育していて「手野の神杉」と呼ばれていた。そのうち男スギは、文政年間（1818年-1830年）に落雷による火災に遭ったために伐採された。男スギの旧株の痕跡は、残された女スギ（手野のスギ）から北方に約25メートル離れたところにあった。このあたりに新しいスギの1株があり、これは男スギの焼けた旧株から出たひこばえとも、新たに植えられたものとも伝えられる。旧株近くには、天保2年（1831年）に建てられた「植杉碑」が存在している。
手野のスギは熊本県内でも最大級の巨木で樹勢は盛んであり、1924年（大正13年）12月9日に史蹟名勝天然紀念物保存法（当時）に基づいて国の天然記念物に指定された。しかし、1991年（平成3年）9月27日、台風19号（りんご台風）の襲来によって国造神社の境内に生育する木々は甚大な被害を受けた。手野のスギは、地上から11メートルの位置で主幹が折れてしまった。折損後の手野のスギについては、腐朽防止や土壌改良などの措置を講じてきたが樹勢回復に至らず枯死が確認されたことから、2000年（平成12年）に文化財保護審議会は天然記念物の指定解除を答申し、同年9月6日付で指定解除された。
地元の人々は「手野の大スギ保存事業期成会」を立ち上げ、残された地上2.5メートルから7メートルの部分を切断して2002年（平成14年）に上屋をかけ、かつての面影をとどめた姿で保存している。手野のスギについては、独立行政法人森林総合研究所材木育種センター九州育種場が小枝を接ぎ木したクローン苗木を3本育成していた。そのうち1本が、枯死した原木のかたわらに1993年（平成5年）3月に植栽されて里帰りを果たしている。

## 交通アクセス
所在地
- 熊本県阿蘇市一の宮町手野2110 国造神社境内

交通
- JR九州豊肥本線宮地駅から車で約15分。
- 九州自動車道「熊本IC」から国道57号経由45キロメートル（1時間10分）。